# Agamia

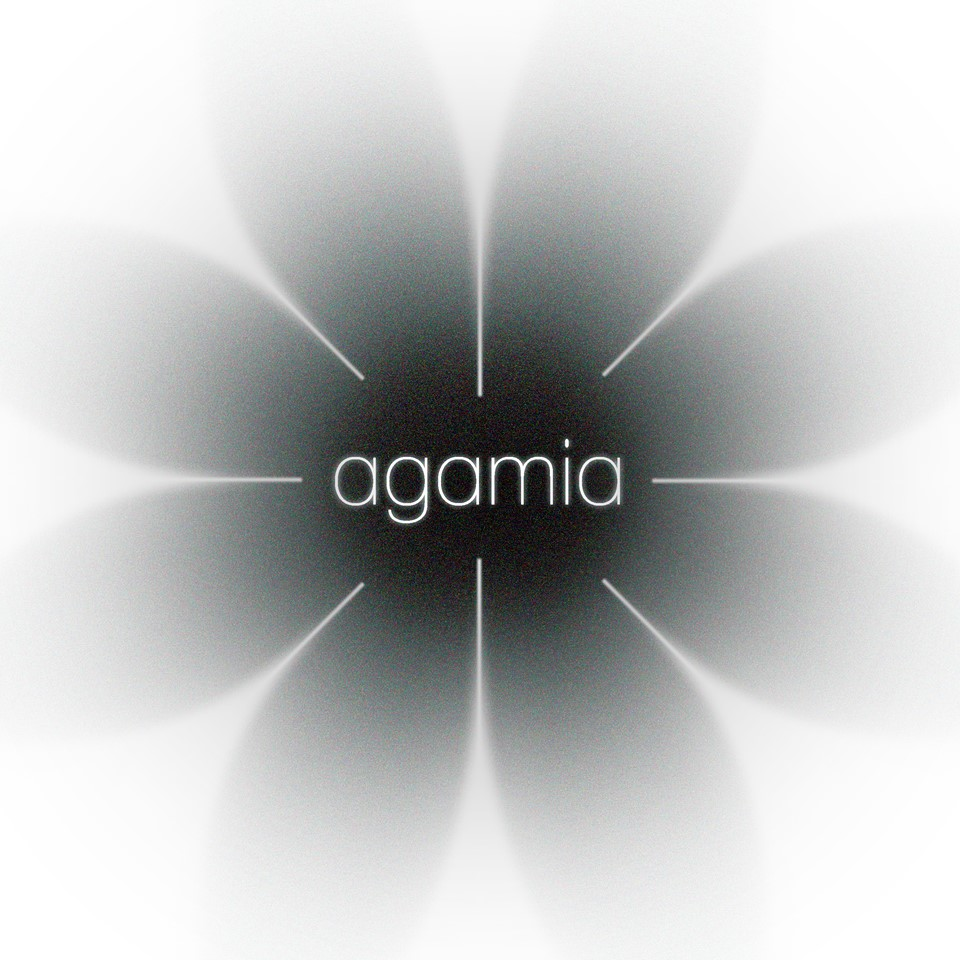
O símbolo da agamia é formado por um espaço central preto que representa o sujeito e linhas brancas que partem dele, expandindo e ocupando todo o espaço. Essas linhas não representam ligações entre sujeitos individuais, como na gamia, mas ligações entre o sujeito e seu ambiente integral

Agamia (do grego ἀ a, "não" e γάμος gamos, "consorte") é um modelo relacional que consiste na não-formação de casais ou casamentos, e às vezes até mesmo reprodução.
No sentido impreciso, há agamia onde não há parceiro, e a pessoa que não tem parceiro estabelecido é ágama, agâmica ou agamista.
Em um sentido preciso, agamia implica a desconstrução do sistema dinâmico, cuja expressão majoritária no ocidente é o modelo monogâmico, e da ideologia amorosa, cuja função é a reprodução do dito sistema.
Em função deste significado, trata-se, portanto, de uma alternativa à monogamia ou poligamia e, por extensão, a qualquer modelo gâmico (marital, conjugal, matrimonial, conubial ou nupcial).

## História
Além das tentativas isoladas de usar o termo com outros significados, a agamia aparece pela primeira vez como uma rejeição expressa da gamia em 1 de janeiro de 2014 no blog contra o amor.
A agamia tem oito pilares teóricos que servem, ademais, como linhas de desenvolvimento do modelo:
1. rejeição ao amor
2. restauração da razão como máxima autoridade decisória
3. reintegração das relações ao âmbito da ética
4. rejeição radical do gênero
5. rejeição aos cânones normativos de beleza e às hierarquias de valor sociossexual
6. rejeição à sexualidade patriarcal através do questionamento do conceito "objeto de desejo"
7. substituição dos ciúmes pela “indignação”
8. substituição da família pelo “agrupamento livre”

Estas e outras linhas de reflexão vêm se desenvolvendo, ampliando e transformando desde sua proposta inicial.
Em 1 de janeiro de 2019 aparece o primeiro manifesto colectivo ou código de conduta relacional agâmica.

## A gamia
A gamia ou o “vínculo matrimonial” é cada herança do contrato patriarcal de escravos pelo qual uma ou mais mulheres se tornam propriedade de um homem.
A crise atual da monogamia, manifestada na instabilidade do casal e na emergência de modelos relacionais alternativos, seria a consequência da incapacidade da gamia de se transformar radicalmente em um contrato igualitário não governado pelo espírito da propriedade privada.
A alternativa ética não seria, portanto, uma reforma da gamia, mas sua rejeição e abandono explícitos. Como gamia não é apenas uma opção relacional, mas um sistema que regula por padrão nossa vida relacional, sua rejeição exige a desconstrução de sua expressão em todas as áreas de relacionamento e vida.

## Crítica ao amor
Agamia entende o amor como o sistema ideológico cuja finalidade é o estabelecimento gâmico. A crítica ao amor não é uma crítica do afeto, mas uma maneira de organizar a expressão do afeto em acordo com sua adequação para formar e manter casais.
O discurso cultural multiforme e contraditório do amor seria subjacente a um propósito coerente que seria o fortalecimento dos mecanismos que encorajam os indivíduos a estabelecer parceiros. Essa coerência se manifestaria na onipresença de algumas de suas características, como a exaltação emocional, a defesa de laços estreitos sobre a responsabilidade social e a atribuição ao sexo de um significado místico que o torna a cola do casal. A agamia também pode estar relacionada a assexualidade.
A agamia questiona a crítica do amor romântico por sua natureza reformista em relação ao ato gâmico, entendendo que, ao invés de propor um sistema justo de relações, tal crítica se satisfaz em estabelecer novas bases de amor que respondam ao fato consumado da mudança social que substituiu monogamia indissolúvel devido à monogamia em série. Assim, a crítica do amor romântico não seria uma verdadeira crítica, mas uma operação para resgatar o amor, sacrificando algumas de suas propriedades mais antiquadas e tradicionalmente patriarcais, às quais seriam atribuídas, sob o rótulo de amor romântico, sistema totalmente distinto e autônomo de verdadeiro amor.

## Agamia em frente a modelos não monógamos
A agamia tem em comum com os modelos relacionais não monogâmicos seus questionamentos da normatividade relacional e da monogamia hegemônica. Nesse sentido, agamia é uma “não-monogamia”, já que não é monogamia. Ao mesmo tempo, distingue-se deles na rejeição da gamia e da ideologia amorosa (não se definiria então em oposição à monogamia, mas a todos os modelos gâmicos, monogâmicos ou não).
Ágamos não são necessariamente adeptos da sologamia, visto que autocasamento é praticado como celebração do solteirismo, convencionalmente, por pessoas gâmicas. Logo, sológamos e atividades sologâmicas não têm relação direta ou inerente aos agâmicos. A atriz Emma Watson, numa entrevista em 2019, revelou ser parceira dela mesma, rejeitando o status de solteira, que muitas vezes é associado à busca de parceiros.
Difere do poliamor, hierárquico ou não, no não estabelecimento de casais. Os relacionamentos evoluem sem a exigência de se estabelecer em ambos os lados da gamia, quaisquer que sejam suas práticas, graus de intimidade, níveis de confiança, estabilidade, etc.
Distingue-se da anarquia relacional na rejeição explícita à gamia, que a tolera, e à ideologia amorosa, que a abraça na forma de crítica ao amor romântico. Ali onde se entende que deve prevalecer o respeito pela diversidade relacional, a agamia assinala a renovação de um sistema relacional patriarcal e classista (socio-elitista) que deve ser claramente recusado.